# Dél-ukrajnai atomerőmű
A dél-ukrajnai atomerőmű (ukránul: Південноукраїнська атомна електростанція, magyar átírásban: Pivdennoukrajinszka atomna elektrosztancija) Ukrajna Mikolajivi területén, Juzsnoukrajinszk város közelében, a Déli-Bug partján elhelyezkedő atomerőmű, melyet az állami Enerhoatom vállalat üzemeltet. Az erőmű három, egyenként 1000 MW beépített teljesítményű reaktorblokkal rendelkezik. Az erőművet egy új koncepció alapján egy energiatermelő rendszer, a Dél-ukrajnai Energetikai Komplexum részeként építették, melyhez két vízerőmű is tartozik.
Az első reaktorblokk építése 1977 márciusában, a másodiké 1979 októberében kezdődött el. Az első blokkot 1982-ben helyezték üzembe, míg a másodikat 1985 januárjában aktiválták. Ezt követően indult el a harmadik és a negyedik blokk építése. A harmadik reaktorblokkot 1989 szeptemberében indították el, a negyedik blokk építését azonban nem fejezték be. 
Az erőmű három blokkjába az 1000 MW beépített teljesítményű (3200 MW hőteljesítményű, 920 MW nettó teljesítményű) harmadik generációs VVER–1000 típusú atomreaktorok három változatát építették be. Az első blokk VVER–1000/302 típusú reaktort kapott. A második blokkba VVER–1000/338 típusú reaktort építettek. Ebből a változatból mindössze kettőt helyeztek üzembe, a dél-ukrajnai erőművön kívül az oroszországi kalinyini atomerőműben működik még egy példánya. A harmadik reaktorblokkban VVER–1000/320 típusú reaktor üzemel.
Az erőmű éves elektromosenergia-termelése átlagosan 17–18 milliárd kWh, ez Ukrajna áramtermelésének 10%-át, atomerőművi energiatermelésének közel 25%-át teszi ki. Az erőmű Ukrajna déli részének, elsősorban a Mikolajivi, Odesszai és Herszoni területek, valamint a Krím elektromosenergia-ellátását biztosítja.
A Dél-ukrajnai Energetikai Komplexumhoz további két vízerőmű tartozik, melyek a Déli-Bug vízenergiáját hasznosítják. A tasliki vízerőmű részben csúcserőművi funkciót lát el. Építését 1981-ben kezdték el. Két vízturbinája 300 MW összteljesítményt ad. Éves átlagos elektromosenergia-termelése 175 millió kWh. A tasliki erőmű részeként 2006 októberében és 2007 júliusában üzembe állítottak egy-egy tározós csúcserőművet is.
A rendszerhez tartozó másik erőmű, az olekszandrivszkai vízerőmű építését 1984-ben kezdték, és 1999 márciusában helyezték üzembe, majd áprilisban csatlakoztatták Ukrajna villamos hálózatára. Két turbinájának össz-teljesítménye 11,5 MW.

## Külső hivatkozások
- A dél-ukrajnai atomerőmű az Enerhoatom vállalat honlapján (angolul)